# Dirhinus madagascariensis
Dirhinus madagascariensis är en stekelart som först beskrevs av Masi 1947.  Dirhinus madagascariensis ingår i släktet Dirhinus och familjen bredlårsteklar. Inga underarter finns listade i Catalogue of Life.